# NGC 6896
NGC 6896 is een dubbelster in het sterrenbeeld Zwaan. Het hemelobject werd op 16 april 1862 ontdekt door de Duits-Deense astronoom Heinrich Louis d'Arrest.